# Jardín Botánico Santicelli

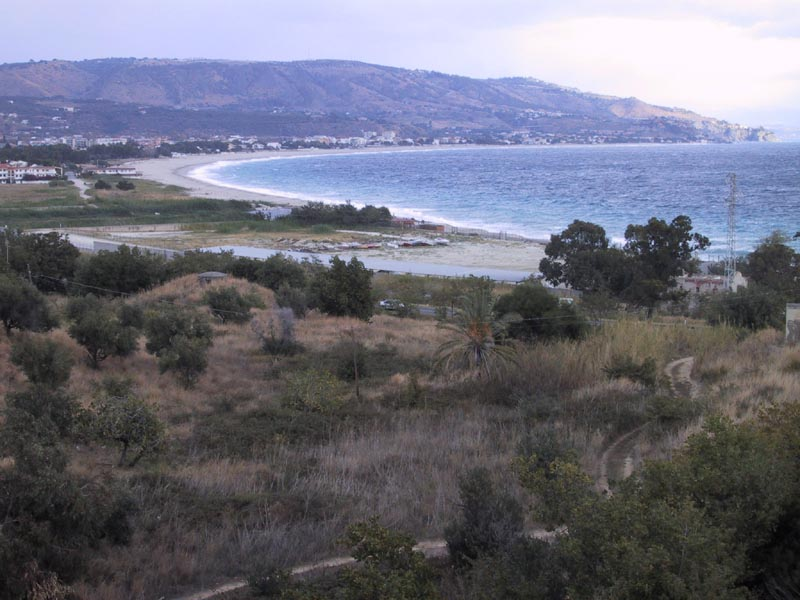
Costa de Soverato.

El Jardín Botánico Santicelli (en italiano: Giardino Botanico Santicelli) es un jardín botánico, en Soverato, Italia.

## Localización
El jardín botánico está ubicado a unos 50 m s. n. m., en una colina (noreste orientada al este) que da al Golfo de Squillace y la bahía llamada “Baia dell'Ippocampo”.
Giardino Botanico Santicelli Soverato, Provincia de Catanzaro, Calabria, Italia.38°41′0″N 16°33′0″E / 38.68333, 16.55000
Está abierto en los meses estivales la mayoría de los días.

## Historia
El jardín botánico "Santicelli" (que deriva del antiguo nombre del lugar "Spina Santa"), fue creado en 1980, por la "Azienda Forestale della Regione Calabria", organización que todavía funciona. 
Actualmente está administrado por el "Servizio Verde e Manutenzione del Comune" (Servicio Verde y Mantenimiento de la Municipalidad), siendo un recinto de conservación de especies indígenas amenazadas de la zona.

## Colecciones
En el jardín, un buen ejemplo de preservación y conservación de la biodiversidad, se puede admirar una colección de más de 1000 especies de plantas típicas del Mar Mediterráneo, del Mar Jónico y muchas plantas exóticas de países lejanos, algunas en peligro de extinción.
A lo largo de la ruta que pasa por él, hay cuatro emplazamientos con casetas antibuque que datan de la Segunda Guerra Mundial y unidos entre sí por túneles subterráneos. 
Es un hermoso mirador desde donde se puede escuchar el sonido del mar y, al mismo tiempo, admirar la antigua torre de "Cavallara", generalmente llamada" “Torre di Carlo V” ("Torre de Carlos V"), construido en el siglo XVI con el propósito de vigilancia y seguimiento del tráfico marítimo de la zona.

## Objetivos
El objetivo del jardín botánico es:
- Conservar especies en peligro de la zona.
- Promover, potenciar y mejorar el uso del jardín.
- Fomentar la participación directa de los estudiantes y los residentes permanentes para fortalecer su sentido de pertenencia e identidad territorial.
- Proporcionar a los turistas ocasionales y excursionistas la oportunidad de visitar una ubicación única.